# Josephine Fallscheer-Zürcher
Pour les articles homonymes, voir Zürcher.
Josephine Fallscheer-Zürcher, née le 1er octobre 1866 à Zurich et décédée le 10 juillet 1932 à Stuttgart, est une médecin germano-suisse connue pour être l'une des premières femmes médecin de l'Empire ottoman.

## Biographie

### Famille
Josephine Zürcher est le quatrième enfant d'Anna-Barbara Hirt et de Karl Joseph Eduard Zürcher, concierge de l'École polytechnique fédérale de Zurich. Ses parents sont des amis proches du nouvelliste Gottfried Keller, qui assiste à son baptême. Après la mort de son père en 1876, elle passe quatre ans dans un orphelinat.

### Éducation
Après l'École normale pour institutrices, seul moyen à l'époque pour les femmes d'obtenir une maturité, Josephine Zürcher entame en 1886 des études de médecine à l'Université de Zurich. Elle est la cinquième femme à s'inscrire à l'examen d'État pour devenir médecin en 1891. Mais même si elle est autorisée à travailler comme médecin en Suisse, les hôpitaux refusent de l'employer. De décembre 1891 à avril 1894, elle remplace une femme médecin dans son cabinet à Berne. Elle retourne se concentrer sur ses études et obtient son doctorat avec une thèse sur Jeanne d'Arc d'un point de vue psychologique et psychopathologique en 1895,. Elle est la treizième Suissesse à obtenir un doctorat en médecine. Son directeur de thèse est le psychiatre suisse Auguste Forel, qui lui a également suggéré le sujet de sa thèse.

## Vie professionnelle
Après avoir obtenu son diplôme, Josephine Zürcher part à Dresde où elle travaille dans le service de gynécologie du sanatorium d'Heinrich Lahmann (en). C'est à Dresde qu'elle entre en contact avec Alfred Ilg, un conseiller suisse du roi d'Abyssinie Menelik II qui veut la recruter comme infirmière pour les femmes nobles d'Addis Abeba. Josephine Zürcher refuse après avoir appris que Menelik II ne la paiera qu'en territoire et non en monnaie. À peu près au même moment, l'orientaliste allemand Johannes Lepsius, l'encourage à créer une clinique pour les Arméniens à Urfa. Après quelques négociations, elle est autorisée à entrer dans l'Empire ottoman en tant que médecin à la condition qu'elle s'habille en homme quand elle n'est pas dans un environnement exclusivement féminin.

### Empire Ottoman
En mai 1897, elle quitte la Suisse et voyage de Trieste à Beyrouth sur un navire de la Lloyds autrichien. En passant par Sandjak d'Alexandrette et Alep, elle atteint Urfa le 3 juillet 1897. Au cours de ce voyage au sein d'une caravane, elle séjourne dans plusieurs villages kurdes et soigne le chef tribal kurde Ibrahim Pacha. À Urfa, elle établit une clinique pour la Charité arménienne (plus tard la Mission orientale allemande) dans laquelle elle est assistée par l'Arménien Abraham Attarian. Les soins sont généralement gratuits, mais avec les personnes aisées, une rémunération est convenue. Son séjour à Urfa est écourté, car les autorités ottomanes lui interdisent de continuer son travail de médecin à Urfa. En mars 1898, Josephine Zürcher reçoit un permis pour exercer comme médecin dans le Vilayet d'Alep à la suite de quoi elle et son mari s'installent à Alep où ils établissent un cabinet. Elle est le seul médecin européen dans la région, ce qui lui donne un statut auprès de la population locale aussi bien que dans les cercles européens. Lors d'une épidémie de choléra, elle ouvre une pharmacie. Peu de temps après, le responsable du gouvernement local exige un renouvellement de la licence de la clinique. Plus tard, il exige également que les pharmacies ne soient autorisées à fournir des services qu'avec une licence ottomane. Après davantage d'obstacles, elle décide de passer à autre chose.
Entre 1904 et 1905, elle remplace le médecin de l'hôpital missionnaire allemand de Marash. En 1905, elle établit un cabinet à Antakya. En 1905, son mari se voit offrir un emploi de comptable à la Deutsche Palästina-Bank (en) et elle accepte de le suivre à Haïfa, la ville de la jeunesse de son mari. La décision n'est pas été facile, car sa passion est son travail de médecin et l'emploi de son mari signifie qu'elle doit mettre fin à son travail à Antakya. Mais son salaire dépend de ce que ses clients peuvent donner et du fait que l'emploi de son mari fournit à la famille un revenu régulier et donc elle accepte de déménager à Haïfa.

### Palestine
À Haïfa, Josephine Fallscher est médecin pour les villages environnants et la communauté Bahai à Haïfa. Elle s'installe à Naplouse en 1912 et y ouvre un cabinet médical privé. En octobre 1915, son mari doit liquider la succursale locale de la Deutsche Palästina-Bank (en) à Naplouse en raison du déclenchement de la Première Guerre mondiale.
Après l'installation de la famille à Jérusalem, Josephine Zürcher empêche la fermeture de l'hôpital allemand car, contrairement au médecin-chef par intérim, elle est en possession d'un permis des autorités ottomanes pour agir en tant que médecin dans les provinces syriennes.
Comme son mari est enrôlé pour se battre dans la Premiere Guerre mondiale, elle décide de retourner en Allemagne en 1917 où elle est médecin à Stuttgart.
Elle retourne une fois de plus au Proche-Orient entre 1922 et 1930 avant de s'installer à Stuttgart pour les deux dernières années de sa vie.

## Vie privée
En 1899, Josephine Zürcher épouse Henry Fallscher au consulat allemand et devient citoyenne allemande. Elle donne naissance à une fille en septembre 1901. 
Elle meurt le 10 juillet 1932 à Stuttgart.